# Palazzo Pendaglia
Palazzo Pendaglia è un edificio storico di Ferrara che si trova in via Sogari (che unisce corso della Giovecca con via Voltapaletto) al numero 3.

## Storia

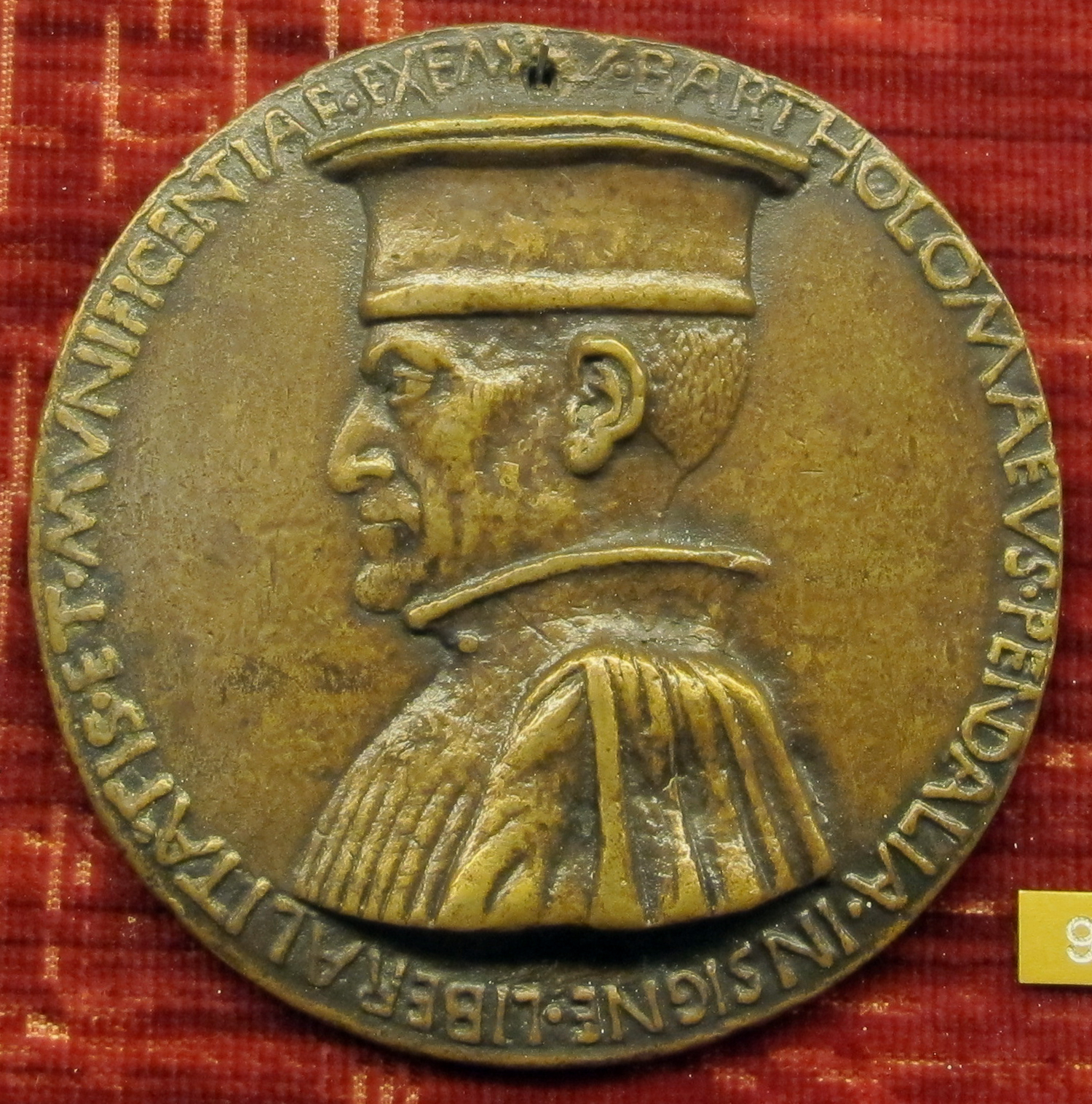
Sperandio, Medaglia in onore di Bartolomeo Pendaglia

Il palazzo appartenne a Bartolomeo Pendaglia, il più facoltoso e generoso privato ferrarese del periodo. La strada sulla quale venne costruito fu a lungo chiamata la Strada dei Pendaglia, ed il suo nobile proprietario volle che l'edificio fosse ricco e sontuoso. Nel 1452, alla presenza del signore di Ferrara Borso d'Este e dell'imperatore Federico III d'Asburgo, il Pendaglia vi sposò Margherita Costabili. Lo stesso imperatore danzò con la sposa e la omaggiò di un gioiello prezioso. Sempre in quell'occasione il matematico ed astronomo Giovanni Bianchini consegnò al sovrano austriaco un suo importante lavoro: le Tavole astronomiche.

## Descrizione

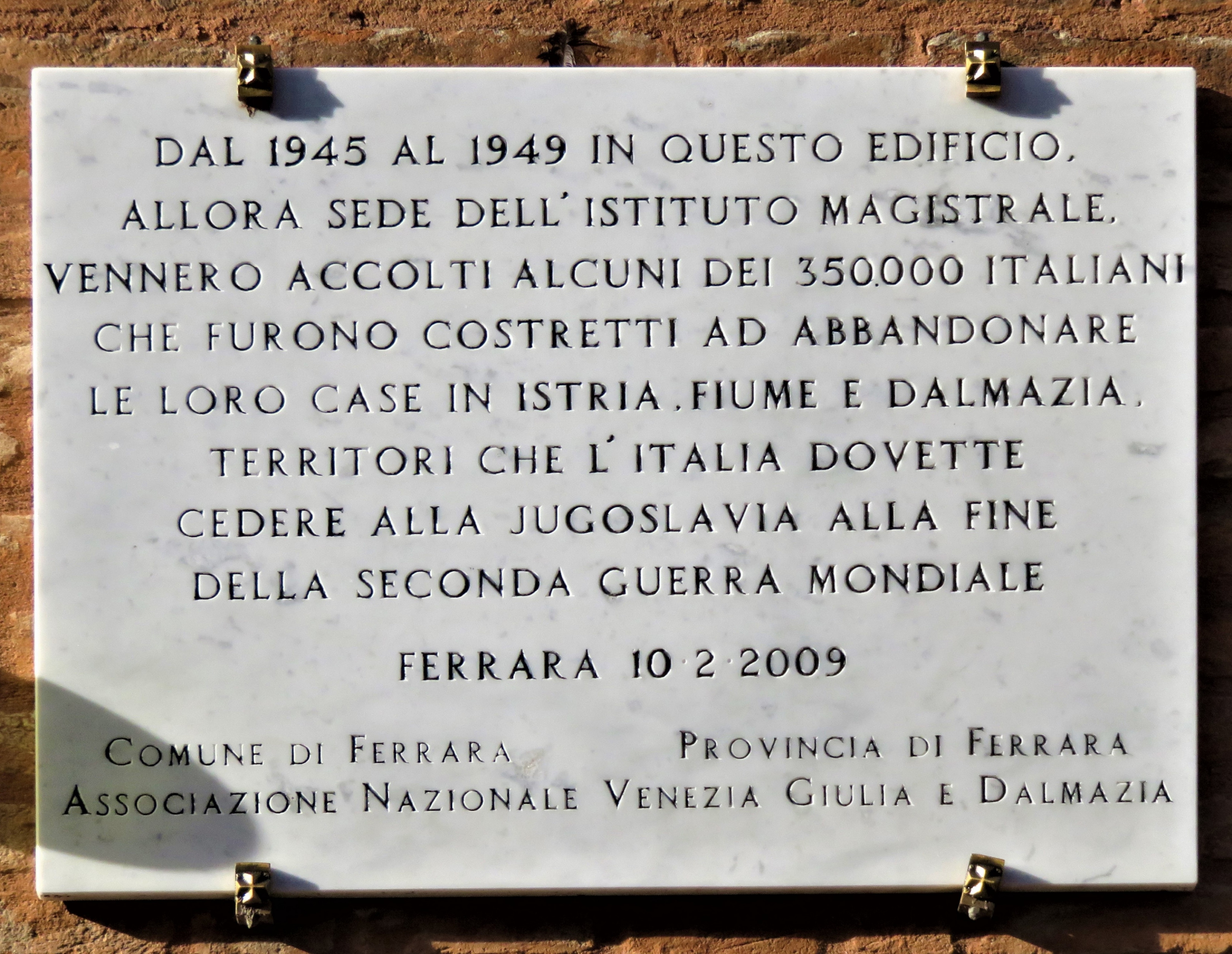
Palazzo Pendaglia. Targa che ricorda l'ospitalità data nell'edificio ai profughi dell'Istria e della Dalmazia posta in Via Romei

L'edificio venne considerato il più bello di Ferrara e mantiene ancora i saloni ed i particolari architettonici che rendono l'idea di quello che doveva essere nel XVI secolo. In seguito il palazzo fu acquistato dal Comune e utilizzato come rifugio per donne bisognose, poi in età napoleonica divenne caserma e dal 1913 sede di un istituto scolastico.
In epoca immediatamente successiva alla fine della seconda guerra mondiale, le sue stanze accolsero parte degli italiani costretti ad abbandonare le terre dell'Istria e della Dalmazia.
All'interno dell'edificio si conservano diversi lacerti di affreschi. Nel salone sopra la loggia del cortile troviamo sulle pareti un ciclo di affreschi dedicato Ercole che risulta di difficile lettura. Altri brani decorativi si trovano in diversi ambiente del palazzo. Di particolare importanza è ancora visibile in una stanza al primo piano la Flagellazione di Cristo di un maestro anonimo del primo quattrocento.